# جشنواره فیلم آسیا پاسیفیک

بیست و دومین جشنواره فیلم آسیا پاسیفیک (جشنواره فیلم آسیا و اقیانوسیه)

جشنواره آسیا پاسیفیک یک جشنواره فیلم است که هرساله در یکی از کشورهای عضو فدراسیون بین‌المللی اتحادیه تهیه‌کنندگان فیلم (فیاپف) که از سوی انجمن کارگردانان این فدراسیون برای میزبانی تعیین می‌شود، برگزار می‌شود. این جشنواره که از سال ۱۹۵۴ آغاز به‌کار کرده‌است، به سینمای کشورهای آسیایی و جزایر اقیانوس آرام اختصاص دارد.منطقه آسیا پاسیفیک ۷۱ کشور را شامل می‌شود و ۲۱ کشور عضو فیاپف هستند.

## جایزه‌ها
- بهترین فیلم
- بهترین کارگردان
- بهترین بازیگر مرد
- بهترین بازیگر زن
- بهترین بازیگر نقش مکمل مرد
- بهترین بازیگر نقش مکمل زن
- بهترین فیلمنامه
- بهترین فیلمبرداری
- بهترین تدوین
- بهترین صدابرداری
- بهترین موسیقی
- بهترین کارگردان هنری
- بهترین مستند
- بهترین فیلم انیمیشن
- جایزه ویژه هیئت داوران